# Aquila nipalensis
L'aquila delle steppe (Aquila nipalensis Hodgson, 1861), detta anche Aquila asiatica o  Aquila dell'Asia è un uccello appartenente alla famiglia Accipitridae, presente in Eurasia e Africa.

## Descrizione
Ha un'apertura alare di 165 cm. 
Le femmine sono leggermente più grandi dei maschi.
- Lunghezza dai 62 agli 81 cm
- Peso dai 2 ai 4,9 kg.

## Distribuzione e habitat
Vive nelle steppe del Caucaso, Mar Caspio e Asia centrale, in cui si riproduce. Sverna in Africa orientale e meridionale.

## Biologia

### Alimentazione
La dieta dell'aquila delle steppe è in gran parte composta da prede fresche di tutti i tipi, uccide più facilmente roditori e altri mammiferi, come ad esempio la saiga, e altri uccelli fino alle dimensioni di una pernice. Capita a volte che sottragga il cibo ad altri rapaci. In Africa, quando non trova prede vive, incomincia a cibarsi di carcasse.

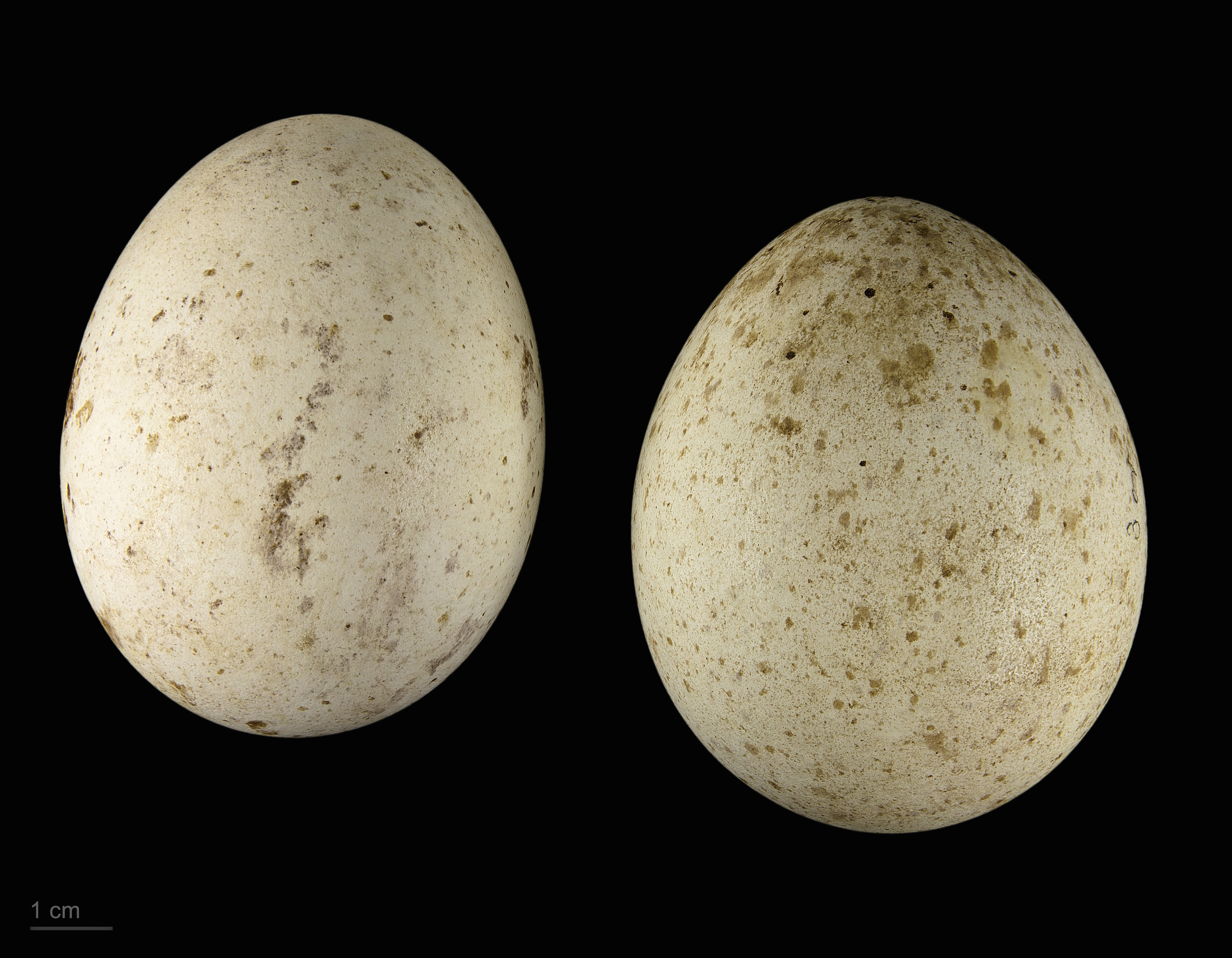
Aquila nipalensis

## Tassonomia
Sono state distinte due sottospecie:
- A. n. nipalensis Hodgson, 1833 - dal Kazakistan orientale al nord della Cina
- A. n. orientalis Cabanis, 1854 - dall'Europa orientale al Kazakistan centrale